# Kuonanjärvi
Kuonanjärvi är en sjö i kommunen Nyslott i landskapet Södra Savolax i Finland. Sjön ligger 76,3 meter över havet. Arean är 5,74 kvadratkilometer och strandlinjen är 29,47 kilometer lång. Sjön  ingår i Vuoksens huvudavrinningsområde.   Den ligger omkring 100 kilometer öster om S:t Michel och omkring 300 kilometer nordöst om Helsingfors. 
I sjön finns öarna Karhukivi, Koivuluoto, Osmonaskeleet, Raakkusaari, Kokkosaari, Ukko-Matti, Honkasaari, Selkä-Kalmo och Maa-Kalmo. 
Kuonanjärvi ligger öster om Suuri Vehkajärvi. 